# 長岑高名
長岑 高名（ながみね の たかな）は、平安時代初期の貴族。氏姓は白鳥村主のち長岑宿禰。従五位下・長岑茂智麻呂の義弟。官位は正四位下・右京権大夫。

## 出自
長岑氏（長岑宿禰）は百済系渡来氏族で、魯の初代君主・伯禽の後裔とされる。

## 経歴
平安京の右京出身。成人と同時に大学へ入学し、弘仁5年（814年）文章生に補せられる。若い頃は義兄・茂智麻呂に養われていたが、家は貧しく全く蓄えがなかった。専ら文友と付き合い、義兄と深く親交したという。
弘仁12年（821年）式部少録に任ぜられたのち、民部少録・少内記を歴任する。家が貧しかったことから地方官への任官を望み、天長元年（824年）安房掾に任ぜられる。清廉で正直な性格で、私心を忘れて公務を務めたという。天長7年（830年）右少史、天長9年（832年）左少史、天長10年（833年）左大史と、淳和朝末から仁明朝初頭にかけて太政官の史を務めた。また、天長年間に白鳥村主から長岑宿禰に改姓している。
承和2年（835年）外従五位下・大膳亮兼美作権介に叙任される。同年2月に遣唐准判官に任ぜられるが、承和3年（836年）・承和4年（837年）と二度に亘り渡航に失敗する。この間、破損した修理舶使次官に任ぜられ、破損した遣唐使船の修理も担当した。承和5年（838年）三度目の渡航でようやく渡唐に成功する。遣唐大使・藤原常嗣に従って第一船に乗船し、大使からは船上の雑事への対応を委ねられたという。また、同年4月には難波三津浜において、内位の従五位下に叙せられている。なお、遣唐副使・小野篁は病気を理由に渡唐を拒否しており、長安では副使が不在であったことから、高名が代わりに宮中へ上がることを許されている。帰国に際しては渡航ルートを巡って常嗣と対立するが、高名の主張が通された。
承和6年（839年）日本に帰国し、従五位上・次侍従次いで伊勢権介に叙任されるが、伊勢権介を務めた際は民衆の要望に非常に沿った統治を行った。翌承和7年（840年）正月に正五位下、同年8月に勅により平安京に呼び戻され、嵯峨院別当に任ぜられて山城守を兼ねた。承和9年（842年）嵯峨上皇の崩御に伴い阿波守に転任し、翌承和10年（843年）伊勢守として再び伊勢国に赴任するが、在任6年の間国司としての統治に対する名声が高かったという。その後も嘉祥3年（850年）播磨守と地方官を務める傍ら、承和15年（848年）従四位下、仁寿元年（851年）従四位上、仁寿4年（854年）正四位下と、仁明朝末から文徳朝にかけて順調に昇進した。
斉衡2年（855年）右京権大夫に転じ、斉衡3年（856年）山城守を兼ねた。天安元年（857年）9月3日卒去。享年64。最終官位は正四位下右京権大夫兼山城守。

## 人物
地方官として厳正で公明な行政を行い、百姓が秩序を乱して騒ぎ立てるようなことがなかった。我が家は清貧で蓄えがないため、自らが死んでも必ず薄葬にするようにと、普段より子孫に命じていたという。

## 官歴
『六国史』による。
- 弘仁5年（814年） 日付不詳：文章生
- 弘仁12年（821年） 正月：式部少録。日付不詳：民部少録
- 弘仁13年（822年） 日付不詳：少内記
- 天長元年（824年） 正月：安房掾
- 天長年間：白鳥村主から長岑宿禰に改姓[4]
- 天長7年（830年） 2月：右少史
- 天長9年（832年） 正月：左少史
- 天長10年（833年） 11月：左大史
- 時期不詳：正六位上。美作権掾
- 承和2年（835年） 正月7日：外従五位下。2月2日：遣唐准判官。2月：大膳亮。5月13日：兼美作権介
- 承和3年（836年） 4月30日：従五位下（内位）
- 承和4年（837年） 9月21日：修理舶使次官
- 承和6年（839年） 9月28日：従五位上。日付不詳：次侍従。10月25日：伊勢権介
- 承和7年（840年） 正月7日：正五位下。8月：嵯峨院別当。8月22日：兼山城守
- 承和9年（842年） 6月：阿波守
- 承和10年（843年） 正月12日：伊勢守
- 承和11年（844年） 2月8日：兼斎宮権頭
- 承和15年（848年） 正月7日：従四位下
- 嘉祥3年（850年） 正月15日：播磨守
- 仁寿元年（851年） 11月26日：従四位上
- 仁寿4年（854年） 正月7日：正四位下
- 斉衡2年（855年） 2月15日：右京権大夫兼山城権守
- 斉衡3年（856年） 正月12日：兼山城守
- 天安元年（857年） 9月3日：卒去（正四位下右京権大夫兼山城守）